# Waasmunster
Waasmunster è un comune belga di 10 499 abitanti, situato nella provincia fiamminga delle Fiandre Orientali.

## Monumenti e luoghi d'interesse
- Chiesa di San Rocco, edificata nel XVII secolo.